# Châteauneuf (Vendée)
 Châteauneuf  es una población y comuna francesa, en la región de Países del Loira, departamento de Vendée, en el distrito de Les Sables-d'Olonne y cantón de Challans.

## Demografía
| 546 | 499 | 478 | 452 | 520 | 527 |
| Para los censos de 1962 a 1999 la población legal corresponde a la población sin duplicidades (Fuente: INSEE [Consultar]) |     |     |     |     |     |